# Die Schammade
Die Schammade fue una revista dadaísta publicada en 1920, de la que apareció un único número en el mes de febrero de dicho año.

## Descripción

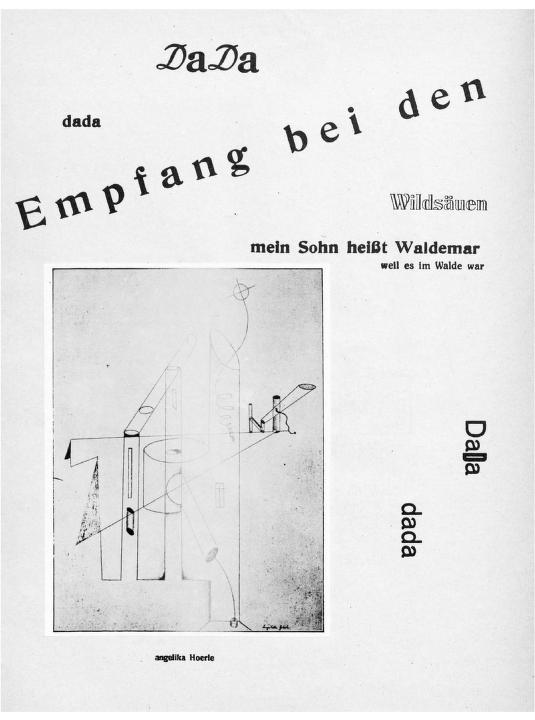
De Angelika Hoerle

La publicación, en cuya edición habría participado Max Ernst, tuvo especial importancia en la escena dadaísta de la ciudad de Colonia, desde donde se editó.
Además de Ernst, figuraron en sus páginas colaboraciones de Angelika Hoerle, Alfred Grünwald, Hans Arp, Francis Picabia, Georges Ribemont-Dessaignes, André Breton, Paul Éluard, Louis Aragon, Heinrich Hoerle, Philippe Soupault, Tristan Tzara, Richard Huelsenbeck y Walter Serner.